# Terbi(III) oxide
Terbi(III) oxide, còn được gọi là terbi sesquioxide, là một oxide hóa trị ba của kim loại đất hiếm terbi, có công thức hóa học Tb2O3. Nó là một chất bán dẫn loại p, dẫn proton, tính bán dẫn được cải thiện khi pha tạp với calci. Nó có thể được điều chế bằng cách khử Tb4O7 trong hydro ở 1300 °C trong 24 giờ.
Tb
4O
7 + H
2  →  2 Tb
2O
3 + H
2O
Nó là một oxide kiềm, dễ tan trong acid loãng, tạo ra muối terbi gần như không màu.
Tb2O3 + 6 H+ → 2 Tb3+ + 3 H2O
Hợp chất thuộc cấu trúc tinh thể lập phương và hằng số mạng là a = 1057 pm.